# Marcha de la Muerte de Bataán
La marcha de la muerte de Bataán fue una marcha forzada de alrededor de 76 000 prisioneros de guerra y civiles filipinos y estadounidenses que fueron capturados por los japoneses en Filipinas, acontecida el mes de abril de 1942 durante la Segunda Guerra Mundial.

La ruta de la marcha: Bataán→ Campo O'Donnell (en la provincia Tarlac).

Desde la punta sur de la península de Bataán, los presos hambrientos y maltratados fueron obligados a caminar más de 101 km hasta un campo de prisioneros. La marcha se caracterizó por una serie de abusos físicos y matanzas que resultaron en la muerte de varios miles de prisioneros, tanto civiles como militares. Al finalizar la guerra, esta marcha fue catalogada como un crimen de guerra por parte de la comisión militar aliada.

## Antecedentes

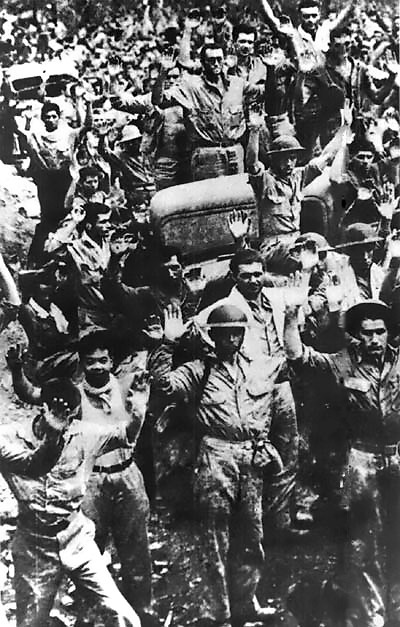
Soldados estadounidenses y filipinos se rinden ante los japoneses en Bataán

La caída de Malaca y Singapur condujeron directamente al colapso de las Indias Orientales Neerlandesas. Birmania fue conquistada en pocas semanas y la marea japonesa llegó a las fronteras de la India. En cuanto a los Estados Unidos, las perspectivas militares no eran menos sombrías, y el 6 de mayo, tras una desesperada defensa de la península de Bataán, y la isla de Corregidor que duró tres meses, la resistencia filipina y estadounidense llegó a su fin.
La moral de los hombres enfermos y mal alimentados cayó en picado con la partida del general Douglas MacArthur, comandante en jefe de las Fuerzas del Ejército de Estados Unidos en Extremo Oriente, el 12 de marzo de 1942. Con su traslado hacia Australia por órdenes del alto mando militar, quedó claro que las fuerzas en Filipinas no recibirían refuerzos a tiempo. Las fuerzas en Bataán se rindieron el 3 de abril de 1942.

## La marcha
Un mes después de la partida de McArthur, y varios días después de la rendición de las tropas, 64 000 prisioneros filipinos y 12 000 prisioneros estadounidenses iniciaron una marcha de 88 kilómetros, desde Mariveles hasta San Fernando. Como los japoneses solo tenían previsto capturar 25 000 combatientes, no existía la logística necesaria para trasladar a los más de 75 000 prisioneros.

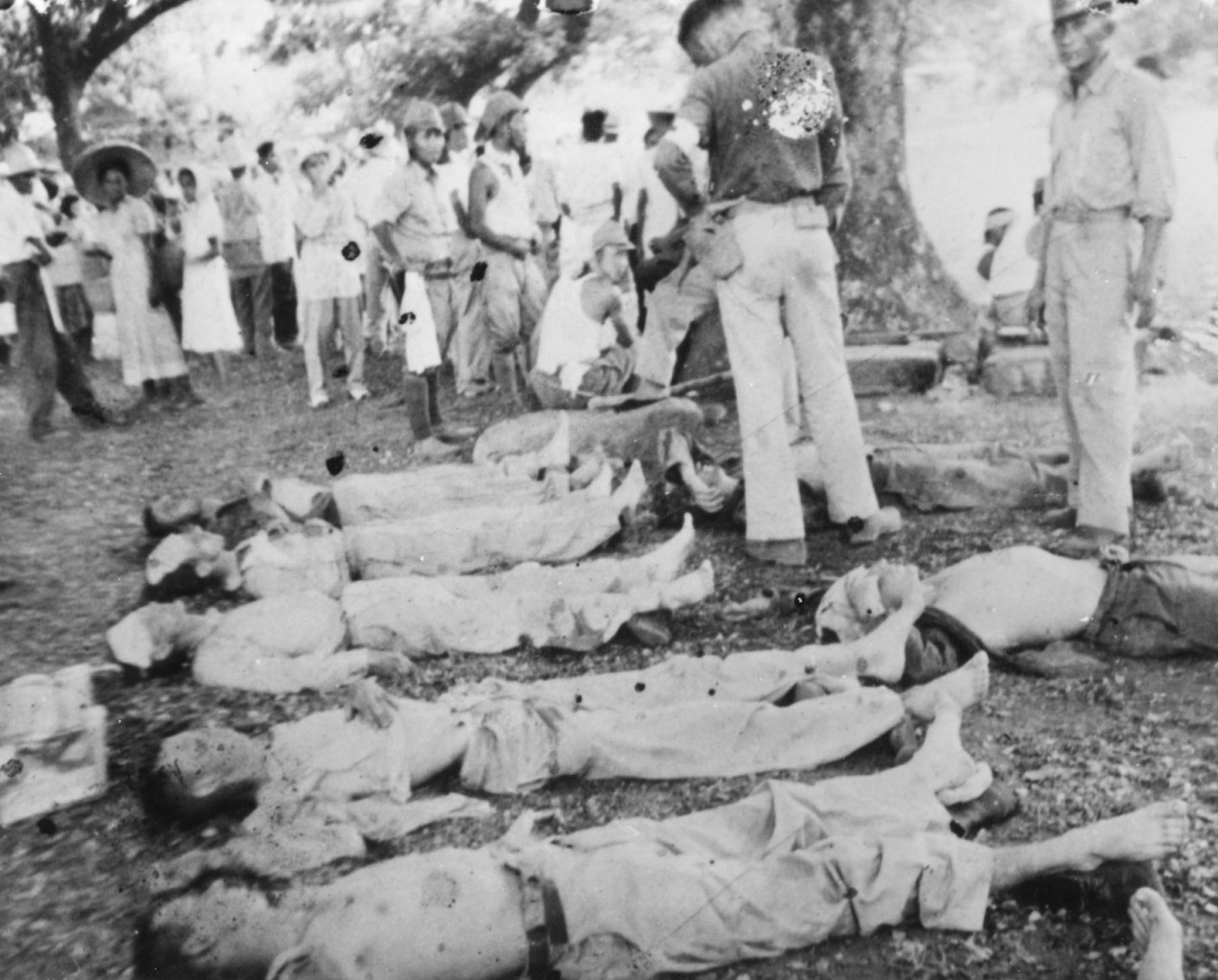
Soldados muertos durante la Marcha de la muerte de Bataán, camino a San Fernando.

La primera atrocidad de la marcha se dio tras la rendición, cuando aproximadamente 450 oficiales filipinos fueron ejecutados de forma sumaria. Debido a la pobre preparación de los japoneses, los prisioneros no recibieron comida durante los tres primeros días, y solo se les permitió tomar agua sucia de los charcos que había a los lados del camino, lo que llevó a la muerte de muchos prisioneros antes de que llegasen a Balanga. Además, los soldados japoneses golpeaban y atacaban a bayonetazos a aquellos que se quedaban atrás, o no podían caminar. Una vez en Balanga, las pobres condiciones higiénicas y la falta de atención médica favorecieron la propagación de enfermedades en el campo y la muerte de más prisioneros. Camino de San Fernando las condiciones fueron similares y con más y más prisioneros incapaces de continuar, se establecieron «equipos de limpieza» que mataban a aquellos demasiado débiles para continuar la marcha. Los camiones de transporte de las tropas también atropellaban a los que se desvanecían en el camino.
Desde San Fernando se envió a los prisioneros hasta Capas en ferrocarril, metiendo aproximadamente 100 soldados por vagón, en condiciones infrahumanas. Una vez en Capas, tuvieron que caminar 9 kilómetros más hasta el Campo O'Donnell. Se estima que durante la marcha entre 7000 y 10 000 hombres murieron debido a la desnutrición, enfermedad o malos tratos.

## Reacciones

La noticia de la Marcha de la Muerte de Bataán fue un gran escándalo en Estados Unidos, tal como está reflejado en este póster. El póster dice «¡Sigue haciendo tu trabajo hasta que exterminemos a todos los japoneses asesinos!».

### Japón
En un intento de coartar el valor propagandístico que pudiera tener la marcha para los Estados Unidos, los japoneses hicieron que The Manila Times publicara que los prisioneros fueron tratados de manera humanitaria y que su alto índice de mortalidad se debía a la intransigencia de los comandantes estadounidenses que no se rindieron hasta que sus hombres estaban al borde de la muerte.

### Estados Unidos
La Marcha de la Muerte de Bataán y otras acciones japonesas fueron utilizadas para suscitar ira en los Estados Unidos. No fue sino hasta el 27 de enero de 1944 cuando el gobierno estadounidense informó al público sobre la marcha, cuando publicó declaraciones de oficiales militares que habían escapado durante la marcha.
El General Marshall emitió la siguiente declaración sobre la marcha:

Estas brutales represalias contra víctimas indefensas son evidencia del superficial avance del salvajismo que ha logrado el pueblo japonés.  [...] Hacemos notar a los líderes políticos y militares japoneses, así como al pueblo japonés en general, que el futuro de la raza japonesa misma, depende por completo de su capacidad de progresar más allá de sus bárbaros instintos aborígenes.

El capitán retirado del ejército Tom Harrison, del estado de Utah y de 93 años de edad, es el último sobreviviente conocido de su unidad. Recientemente recibió numerosas medallas por sus actos heroicos durante la Segunda Guerra Mundial.

## Juicios por crímenes de guerra
En diciembre de 1943, Homma, el general encargado de la ofensiva en Bataán, fue designado como ministro de información por el nuevo primer ministro de Japón, Kuniaki Koiso. En septiembre de 1945, fue arrestado por tropas aliadas y enjuiciado por crímenes de guerra. A Homma se le atribuyeron 43 cargos diferentes de crímenes contra la humanidad. La corte concluyó que Homma había permitido que sus tropas cometieran «atrocidades brutales y otros crímenes serios». El general, que había sido absuelto por sus esfuerzos para capturar Corregidor después de la caída de Bataán, indicó en su defensa que no tuvo conocimiento del alto número de muertos de la Marcha de la Muerte hasta dos meses después del suceso. El 26 de febrero de 1946, fue sentenciado a muerte por fusilamiento. Fue ejecutado el 3 de abril de 1946 a las afueras de Manila.
También en Japón, los generales Hideki Tōjō (quien más tarde fue nombrado primer ministro), Kenji Doihara, Seishirō Itagaki, Heitarō Kimura, Iwane Matsui y Akira Mutō, y el barón Kōki Hirota fueron encontrados culpables y responsables del brutal maltrato dado a los prisioneros de guerra estadounidenses y filipinos, por lo que  fueron ejecutados en la horca en la Prisión de Sugamo en Ikebukuro, el 23 de diciembre de 1948. Muchos otros recibieron sentencias de entre 7 y 22 años de cárcel.